# (19953) Takeo
(19953) Takeo est un astéroïde de la ceinture principale.

## Description
(19953) Takeo est un astéroïde de la ceinture principale. Il fut découvert le 14 novembre 1982 à Kiso par Hiroki Kosai et Kiichiro Hurukawa. Il présente une orbite caractérisée par un demi-grand axe de 2,63 UA, une excentricité de 0,14 et une inclinaison de 14,3° par rapport à l'écliptique.